# Thomas M. Klapötke
Thomas Matthias Klapötke (* 24. Februar 1961 in Göttingen) ist ein deutscher anorganischer Chemiker. Er ist seit 1997 Professor für Anorganische Chemie an der Ludwig-Maximilians-Universität München.

## Leben
Klapötke absolvierte das Abitur an einem Gymnasium in Steglitz in Berlin. Er studierte Chemie an der TU Berlin, wo er 1982 das Vordiplom absolvierte, 1984 legte er seine Diplomprüfung ab. Schon 1986 wurde er promoviert, ebenfalls an der TU Berlin. 1990 habilitierte er sich an der TU Berlin. Anschließend war er zwischen 1990 und 1995 Privatdozent an der TU Berlin. Von 1995 bis 1997 war er Professor für Chemie an der Universität Glasgow. 1997 nahm er den Ruf auf eine C4-Professur für Anorganische Chemie an der LMU München an. Rufe an die Ruhr-Universität Bochum und die Universität Wien lehnte Klapötke ab.
Klapötke forscht an der LMU München mit einer Arbeitsgruppe von rund 30 Mitarbeitern vor allem über Explosivstoffe; seine Mitarbeiter werden vom Verfassungsschutz überprüft.
Nach Medienberichten leitet Klapötke das „einzige Hochschulchemielabor in Deutschland, das sich mit Wehrtechnik befasst“.
Sein Lehrstuhl hat seit 2000 vom US-Militär über eine Million US$ für die Sprengstoffforschung erhalten.

## Akademische Ämter (Auswahl)
- 1998/99 Leiter des Departments für Anorganische Chemie an der LMU München
- ab 1998 Repräsentant der Bayerischen Elite-Akademie
- 1998–2000 und 2002–2004 Mitglied des Senats der LMU München

## Preise und Auszeichnungen (Auswahl)
- 1986 Studienabschlussstipendium des Fonds der Chemischen Industrie
- 1987 Schering Preis für das Jahr 1986
- 1987 Feodor-Lynen Stipendium
- 1994 Winnacker-Preis der Hoechst AG
- 1994 Heinz Maier-Leibnitz-Preis der DFG
- 1995 Heisenberg-Stipendium der DFG

## Gastprofessuren
- 1997/98 Wilsmore Fellow, University of Melbourne, Australien
- 1998–2000 Gastprofessor an der Universität Glasgow
- 1999 Wilsmore Fellow an der University of Melbourne, Australien
- seit 2009 Gastprofessur an der Universität von Maryland / USA

## Veröffentlichungen (Auswahl)
- Chemie der hochenergetischen Materialien, Berlin; New York, NY: de Gruyter 2009, ISBN 978-3-11-020745-3, englische Ausgabe: Chemistry of high-energy materials, 6. Auflage, Berlin; Boston, Mass.: De Gruyter 2022, ISBN 978-3-11-073949-7.
- (als Hrsg.): High energy density materials, Berlin; Heidelberg; New York: Springer 2007 (Reihe: Structure and Bonding, Vol. 125)
- Erwin Riedel (Hrsg.), C. Janiak, T.M. Klapötke, H. J. Meyer, Moderne anorganische Chemie, 2. Auflage, de Gruyter, Berlin New York 2003, ISBN 3-11-017838-9.
- Thomas Klapötke, Axel Schulz: Quantenmechanische Methoden in der Hauptgruppenchemie, Heidelberg, Berlin, Oxford: Spektrum, Akad. Verl. 1996, ISBN 3-86025-277-1, englische Ausgabe Wiley 1998, ISBN 0-471-97242-8.
- (mit Inis C. Tornieporth-Oetting): Nichtmetallchemie, VCH-Verlag, Weinheim, New York 1994, ISBN 3-527-29052-4.
- Energetic Materials Encyclopedia, de Gruyter, Berlin/Boston 2021, ISBN 978-3-11-062488-5
- Mohammad H. Keshavarz, Thomas M. Klapötke, The Properties of Energetic Materials - Sensitivity, Physical and Thermodynamic Properties, 2. Auflage, de Gruyter, Berlin Boston 2021, ISBN 978-3-11-074012-7.
- Mohammad H. Keshavarz, Thomas M. Klapötke, Energetic Compounds - Methods for Prediction of their Performance, 2. Auflage, de Gruyter, Berlin Boston 2020, ISBN 978-3-11-067764-5.